# Warud (Wardha)
Warud es una ciudad censal situada en el distrito de Wardha en el estado de Maharashtra (India). Su población es de 6386 habitantes (2011). Se encuentra a 5 km de Wardha y a 70 km de Nagpur. 

## Demografía
Según el censo de 2011 la población de Warud era de 6386 habitantes, de los cuales 3250 eran hombres y 3136 eran mujeres. Warud tiene una tasa media de alfabetización del 93,57%, superior a la media estatal del 82,34%: la alfabetización masculina es del 96,92%, y la alfabetización femenina del 90,96%.